# 铁路废线
铁路廢線是指停止营业的鐵路線。在這些廢線的路線當中，有可能在事務手續上處於「休止」狀態，也有一些是事實上處於廢線狀態。部分廢線將所有軌道拆除，也有部分沿用已有线路。
世界上有數百條铁路廢線。美國境內已有幾千英哩的鐵路遭到廢除，多數是自1965年至2005年期間。建路權建立後得以將廢線用於其他有意義的交通，如铁路径。線上的廢站也有可能作其他用途。

## 廢線原因

### 經營困難而廢線
以美国为例，在19世纪后期经济蓬勃发展之时，美国的铁路运输十分繁荣，良好的发展前景使得很多个人和企业进军铁路行业。由于美国的铁路筑路权归私人所有，铁路公司可以自己按照需求建设铁路。但由于各公司间竞争随着时间的推移而日渐增长，一些小公司或经营方式有误的公司随之破产。这些公司所有的铁路中，有盈利能力的线路被其他公司收购，一些没有盈利能力的线路被遗弃成为废线。
又比如日本国铁，曾经有相当多的地方乡村线路，后来基本都在赤字83线，特定地方交通线还有国铁解体后转让或废止。

### 使用者與貨物減少
以美国为例，20世纪初期汽车行业因为福特的流水线而呈现爆发式增长，汽车行业逐渐在接下来的30年间对铁路运输产生重大冲击。早期汽车性能不可靠，道路系统也没有铺开，铁路长距离客运业务不受影响，但大城市及其卫星城之间的短途客运业务则被侵蚀。二战后汽车的性能得到极大提升，加上州际高速公路系统的修建以及航空业的发展，汽车运输行业对铁路中短途运输业务形成全面冲击，航空业也对铁路的长途客运业务造成冲击，很多铁路公司因为客货运量暴跌，失去收入来源而不得不削减不盈利线路。由于线路网的完整性被各种削减行为破坏，很多铁路不能组网，进一步造成铁路的吸引力下降，使得铁路的业务更加惨淡，形成恶性循环。
又比如日本，随着汽车普及，至80年代，乡村铁路客流严重不足，而许多地方的铁路又维护困难，使得线路严重赤字，最终废线。
再比如珠海，有轨电车1号线自开通以来列车长期处于门可罗雀的清闲状态，且有轨电车的存在还严重干扰了所在城市道路交通状况，最终停运3年后于2024年5月正式废除，并启动拆除工作。

### 軌道改道而廢線

长春轨道交通3号线地下化改造示意图

中国大陆宁铜铁路芜湖站至火龙岗站区间由单线铁路改建为复线铁路。由于芜湖市区部分的复线增建涉及到的沿途房屋等拆迁难度很大，所以增建的线路沿东侧外绕并另选新线位进行建设，并在市中心区段采用了高架桥的形式，避免了对城市肌理和功能结构的切割。2001年9月27日，芜湖铁路枢纽芜湖至火龙岗外绕线建成后，芜湖火车站至火龙岗站旧线及青弋江站正式关闭，新线正式启用。
中国大陆上海地铁1号线锦江乐园站在1993年5月28日正式启用时位于现车站北侧。由于当时是作为1号线的起讫站，因此车站形式为地面单侧式站台（位于现梅陇车辆段内），后因兴建南延伸工程而在现址兴建虹梅商务大厦和新地铁站（新站在1996年12月28日正式启用，原锦江乐园站则拆除），新站最初被称为“虹梅路站”。1997年7月1日，锦江乐园站旧站关闭。2001年5月1日，虹梅路站重新改名为锦江乐园站。而上海南站站，则因国铁新上海南站建设需要，1号线上海南站附近的轨道线由地面线改为地下线。新上海南站富锦路方向和莘庄方向站台分别在2004年10月30日和12月4日投入运营。2004年12月4日，上海南站站旧站（地面侧式站台）正式关闭，旧轨道线停用。
中国大陆长春轨道交通3号线西安桥站至长春站站区间旧轨道线属于其中一种铁路废线。为配合3号线东延伸工程，3号线芙蓉桥站（旧站）在2017年11月28日关闭，长春站站（旧站）、辽宁路站、西安桥站及西安桥站至长春站站区间的大部分轨道线在2021年3月8日起关闭（其中，辽宁路站撤销）。因轨道交通车站不能在坡上设置，由于轨道由地面入地，原有芙蓉桥站位置无法设置车站，芙蓉桥与辽宁路站将合并为新的地下车站（后命名为“芙蓉桥站”）。2021年8月，芙蓉桥站（旧站）、辽宁路站、长春站站（旧站）三座地面车站及西安桥站至长春站站区间的大部分地面轨道线正式拆除。2021年12月31日，长春站站（新站）正式启用。2023年5月12日，西安桥站重新启用。2023年5月30日，芙蓉桥站（新站）正式启用。

### 線形改良（大坡度緩和等）
中国大陆京广铁路坪石站至乐昌站区间（又称“坪乐铁路”）绕着武江河谷一路蜿蜒，到乐昌再笔直南下韶关，从而绕开险峻的大瑶山。该区间所经的山势险峻、地形复杂，线路的里程长、曲线半径小、坡度大。如此的线路和地质条件限制了行车速度，使列车只能以40公里/小时的速度通过此区间，通过此区间需花费1小时。1988年12月16日，衡广复线建成通车，大瑶山隧道正式启用，坪乐铁路作为战备路线被保留，以避免京广铁路的运输中断，直到2006年被洪水冲走。

### 新線開業時停用舊線
例如JR北海道经营的海峡线由于北海道新干线开业而停用，同时青函隧道也变为仅有新干线与货物列车行驶的铁路隧道。
而因新干线开业实质废线的有JR东日本信越本线的横川至轻井泽区间，该区间既是并行在来线而废线，又因为坡度过陡且客流较少，最终并没有转换为第三部门铁道，而于1997年废线。

### 城市的飞速发展
在中国大陆广东省广州市，有73条废弃铁路专用线（都是因为上述线路不符合城市飞速发展的要求而停运），比较著名的有白云机场铁路、广钢铁路和广州西铁路（包括广州市燃料公司专用线、广弘食品集团铁路专用线及广州发电厂专用线），而在2018年2月上旬，广州市城市更新局就发布了这类铁路的改造计划，西场铁路被列为这类铁路的示范段，而广钢原厂区内的铁路也将改建为有轨电车。

### 佔用軌道新線建設預定地而廢線
1980年代，日本進行東北新幹線的上野至東京段工程，因用地不足，於1983年將連絡東北本線與東海道本線的上野至東京段列車線廢線以利新幹線施工。直到2008年動工以高架方式重建此段路線，2015年完工通車成為上野東京線運行系統的一環。
在台灣，臺北鐵路地下化專案時，萬華至松山段有兩座地下隧道，分別為南隧道及北隧道，原本均由台灣鐵路管理局使用，但因台灣高速鐵路工程，而廢除台鐵的南隧道移交給台灣高鐵公司施工，成為高速鐵路用的隧道。
在滨海新区，地铁Z4线的建设不仅取代了开发区导轨电车，部分路段更与导轨电车完全重合，故2023年6月1日，导轨电车终止运作，在导轨电车停运后沿线需求将暂时由沿线巴士增班代行，直至地铁开通为止。

### 戰争廢線
二战前，日本曾在朝鲜半岛大规模修建铁路网，以便其控制边远地区和开采当地资源。其中最主要的线路就是连接汉城与平壤至新义州的京义线（1905年完工）以及江原道中部的东海线。二战后美苏分别托管南北朝鲜，两国的意识形态冲突和霸权争夺导致朝鲜战争。战后由于南北双方互不承认对方合法性及敌对关系，南北之间的铁路被停运。由于停运时间过长以及三八线军事区内的铁路无人维护，已经变成废线。近年来由于朝韩关系缓和，以及开城工业园和旅游业的发展，东海线已经重新开通，作为韩国民众前往金刚山旅游的重要路线。2000年，金大中和金正日实现历史性的南北首脑会谈。7月，双方举行首次南北部长级会谈，同意京义线铁路连接，2002年4月双方就东海线铁路连接达成协议。同年9月，朝韩举行两条铁路线和公路连接开工仪式。朝鲜和韩国2009年5月17日同时举行朝韩铁路试运行仪式，两列列车分别从韩国与朝鲜出发，沿朝鲜半岛东西海岸两条铁路线，先后历史性地跨越韩朝军事分界线，进入对方境内。列车顺利抵达目的地，短暂停留后返回各自境内。这是朝韩铁路中断56年后首次试运行。
20世纪60年代以前，比利时在刚果盆地大规模修建铁路，但未完成组网。刚果（金）独立后，内战和部族冲突十分常见，国家经济难以对铁路进行维护，加上连年战乱，刚果（金）境内的铁路废线增多。目前基桑加尼至首都金沙萨的铁路已经中断，成为实际上的废线。
大量日本二战前铁路线在二战中遭到停运或者复线改单线（如原来为东海道本线的御殿场线），一部分在战争后恢复，当大量线路并未恢复并直接废线。

### 灾害廢線
2008年5月12日14时30分左右，中华人民共和国四川省阿坝藏族羌族自治州汶川县發生强烈地震，造成宝成铁路清江河金龟塘段发生山体滑坡，导致金龟岩铁路大桥被巨石破壞；12号桥墩桥台出现裂纹，並使桥梁横向位移300毫米，宝成铁路在四川省境内行车線路中断。同日，一列經宝成铁路由宝鸡开往成都的21043次货運列车，行至甘肃省徽县嘉陵镇150公里835米处的109隧道內时，因地震导致山体崩塌引致列车脫軌，油罐車在隧道中因劇烈撞擊而起火爆炸，2名列车司机受伤。當局其後救援成功並搶修隧道及有關路段。5月13日10时31分上行線經搶修後重新開通，下行線則於5月16日上午1时重新開通。5月24日上午9時50分，寶成铁路恢复运输，但由於原109隧道損毀嚴重已無法保證長期行車安全需要，導致此段僅能限速運行。為保證寶成鐵路長期安全運行，鐵道部之後宣佈重建新的109隧道。原有109隧道和110隧道以及对应路段則在2008年11月12日新隧道落成後廢棄。新109隧道也使列车通过最大速度提升到了80km/h。参与109号隧道抢险的十二局集团公司抢险突击队也因突出贡献获铁道部、国家人力资源和社会保障部授予的「铁路系统抗震救灾英雄集体」称号。
在日本，以JR北海道居多，包括日高本线的鹉川～样似区间，而根室本线的东鹿越～新得区间预计于2024年4月1日随富良野～新得区间一起废止。

### 輸送力不足廢線
奥斯曼土耳其帝国在19世纪末期曾建造由大马士革到伊斯兰圣地麦地那的铁路，用以将土耳其和东欧的朝圣者送往圣地朝觐以及方便土耳其王室的朝觐活动。后来这条铁路又与巴格达的铁路相连。奥斯曼帝国曾计划将埃及、小亚细亚、伊拉克、叙利亚等地的铁路相连成网络，并延伸到麦加。一战后奥斯曼的财政完全被战争拖累，工程暂缓。战后，奥斯曼帝国解体，继承国土耳其失去了安纳托利亚高原以南的全部领地，包括叙利亚和黎巴嫩（被法国占领）、伊拉克和约旦（被英国占领）、巴勒斯坦（英国占领）和汉志（1931年并入沙特阿拉伯），铁路与土耳其本部的连接中断，而这一地区人口稀少，民众大多贫困，铁路的运输量骤减。最终在二战后，英国准许约旦独立，加上沙特在1931年吞并汉志后经营不善，铁路被彻底废弃。

## 廢除日
記錄上的「廢除日」是最終營業運行日的翌日。例如「4月1日廢除」代表3月31日是營業運行最後一日，也寫作「3月31日後廢線」。尾班車過了12時在日曆上仍視作與廢除日同日。廢除路段內夜間滯泊的列車一般在尾班車後作為臨時列車存續於路段內進行回廠。
也有部分线路，最终运行日后还会休业一段时间，此时以铁道公司公布的废除日为准。（如扎沼线的北海道医疗大学～新十津川区间于2020年4月16日最终运营，但休业至2020年5月7日废止）